# 松村香織
松村 香織（まつむら かおり、1990年〈平成2年〉1月17日 - ）は、日本のタレント。女性アイドルグループ・SKE48の元メンバーである。埼玉県和光市出身。フリー。

## 略歴

### SKE48加入（2009年 - 2012年）
幼稚園から小学4年までモデルの仕事をしていたが、高校時代に見たAKB48の日本青年館公演を見てAKB48に興味を持つようになる。
2009年3月、SKE48の第2期生オーディションに応募するも、最終の歌唱審査で不合格。また同年5 - 6月には、SDN48 (Saturday Night 48) オーディションに応募するも、不合格に終わる。
そして2009年11月、SKE48第3期生オーディションに合格し、11月14日、AKB48「RIVER」劇場盤大握手会で第3期研究生の1人として初お披露目。2010年5月11日、チームS 3rd Stage「制服の芽」公演に、初めてアンダーで出演。
2012年1月28日、Google+に動画番組『BBQ 松村香織の今夜も1コメダ』の第1回をアップロードする。
同年2月20日、SKE48劇場（SUNSHINE STUDIO）と同じサンシャイン栄に所在するSKE48cafeで、自身プロデュースの「BBQ松村ハヤシライス」の販売を開始。また同年の4月14日・15日に日本ガイシホール（名古屋市総合体育館）で開催された『SKE48春コン2012「SKE専用劇場は秋までにできるのか?」』会場では、個人イベントとして『「BBQ松村ハヤシライス」無料試食祭り』を実施した。
2012年3月1日、AKB48の「ぐぐたす選抜」メンバーとなったことがGoogle+を介して秋元康により発表される。これが初選抜入りとなり、「ぐぐたす選抜」が歌う楽曲「ぐぐたすの空」は、5月23日にリリースされたAKB48の26thシングル「真夏のSounds good !」Type-Bに収録される。4月23日、『週刊プレイボーイ』（集英社）誌上で「SKE48松村香織の今夜も1コメダ "ぐぐたすの輪"」の連載がスタート。
2012年5月から6月にかけて実施された『AKB48 27thシングル選抜総選挙』では34位で、ネクストガールズに選出された。SKE48研究生では唯一のランクインである。8月12日、9月19日発売のSKE48の10thシングル「キスだって左利き」で初めてシングル表題曲の選抜メンバーに入ることが発表される。

### 終身名誉研究生時代（2013年 - 2014年）
2013年4月13日、日本ガイシホールで開催された『SKE48春コン2013「変わらないこと。ずっと仲間なこと」』においてSKE48終身名誉研究生に就任することが発表される。また翌14日の同コンサート昼公演においてインディーズレーベルのCDでソロデビューすることが発表される。同年5月から6月にかけて実施された『AKB48 32ndシングル選抜総選挙』では24位にランクインし、アンダーガールズに選出された。
2013年8月16日、ナゴヤドームで開催された『AKB48・2013 真夏のドームツアー 〜まだまだ、やらなきゃいけないことがある〜』でソロ・デビューシングル「マツムラブ!」を披露。同年10月20日、ナゴヤドーム北駐車場で「マツムラブ!」の1,000枚限定CDの手売りイベントが開催され、1,000枚を完売した。また同年11月20日に発売されたSKE48の13thシングル「賛成カワイイ!」のカップリング曲として、同期の須田亜香里と結成した新ユニット「だ〜す〜&つ〜ま〜」が歌う「ここで一発」が収録される。
2014年2月24日、『AKB48グループ大組閣祭り』において新設された運営ポスト“AKB48グループ研究生会会長”に就任。就任にあたり、横浜アリーナでのグループ研究生による単独コンサート実現を最初の目標に掲げた。
同年4月6日、さいたまスーパーアリーナで開催された『AKB48リクエストアワー セットリストベスト200』においてユニット「だ〜す〜&つ〜ま〜」の「ここで一発」が4位にランクインし、姉妹グループの楽曲およびユニット曲の最高位となった。5月から6月にかけて実施された『AKB48 37thシングル選抜総選挙』では17位で、アンダーガールズに選出された。惜しくも選抜入りを逃がし、スピーチでは「正直言うと、とっても悔しいです」と語った。
2014年10月26日、岩手県下閉伊郡山田町のふるさと大使に就任。

### チームKII昇格（2015年）
2015年3月26日、さいたまスーパーアリーナで開催された『AKB48春の単独コンサート〜ジキソー未だ修行中!〜』でチームKIIへの昇格が発表され、3月31日、『SKE48 17thシングル「コケティッシュ渋滞中」リリースイベント＠パシフィコ横浜』で昇格を受諾したことを表明した。
5月から6月にかけて実施された『AKB48 41stシングル選抜総選挙』では13位となり、初めてAKB48のシングル選抜メンバーとなる。また9月18日には、自らの出身地である埼玉県和光市で、和光市応援団長に任命された。任期は3年。10月5日、劇場デビュー7周年記念特別公演において、SKE48内のユニット「デッドストックダイヤモンド」のメンバーに選ばれる。

### SKE48卒業とその後（2018年 - ）
2018年9月15日、名古屋国際会議場センチュリーホールで行われた『SKE48 リクエストアワー セットリストベスト100 2018〜メンバーの数だけ神曲はある〜』1日目夜公演でSKE48卒業を発表。本人曰く「ここ2〜3年卒業を考えながら活動していた」らしく「個人としては成長出来てないんじゃないかな」と卒業理由を明かしている。
同年10月2日、SKE事務所の会議室においてDDTプロレスリングが管理するアイアンマンヘビーメタル級王者の須田亜香里に勝ち第1328代王者となる。しかし10月10日にSKE48の荒井優希に敗れ王座陥落。
2019年2月5日、大宮ソニックシティで卒業コンサート『SKE48 松村⾹織 卒業コンサート〜これで終わると思うなよ?〜』を開催。そして元号が令和に変わった同年5月2日、SKE48劇場で行われた卒業公演『チームKII 7th Stage「最終ベルが鳴る」』をもってSKE48を卒業。以降は芸能事務所に所属せず活動する。
2020年6月28日、一般男性と結婚することを発表。
2023年4月3日、第1子妊娠を公表。5月6日、LOFT9 Shibuyaにて「第一回 松村香織ベビたん命名総選挙」が開催される。6月15日、第1子女児を出産。
同年8月16日、ヒューリックホール東京にて開催された「三上悠亜生誕＆引退イベント」に金子栞らとともに友人として駆け付け登壇した。
2025年3月18日、第2子妊娠を公表。7月28日、第2子男児を出産。

## 人物
- 愛称は、かおたん[58]。その他、「BBA」「まっちゃん」（金子栞のみ）など[59]。永遠の17歳を自称している[59]。
- 2008年ごろ、歌舞伎町のキャバクラに勤務していたことを、2015年6月23日発売の写真週刊誌『FLASH』（光文社）が報じ、翌24日深夜放送のラジオ番組『AKB48のオールナイトニッポン』（ニッポン放送）に出演した松村は報道が事実であることを認めてトークのネタにした[60]。
- AV女優の佐倉絆は友人[61][62]。三上悠亜とも、AV女優とアイドルという職業の枠を超えた交流が続いている[63]。
- でんぱ組.incのメンバーだった夢眠ねむは、SKE48加入前に働いていたメイド喫茶の先輩であることを公表している[64][65]。トレンディエンジェルのたかしはこのメイド喫茶の客として通っていたことがあり、松村とは以前から面識があった[66]。たかしがM-1グランプリ王者となってからはSKE48のコンサートで一緒に漫才を披露したり[67]、よく食事に行く仲になっている[68]。
- 自己プロデュースの達人と言われている。一部では「干されのカリスマ」とも言われている[69]。
- キャラクターと忍耐強さと精神力は誰にも負けない自負がある[70]。性格は、人見知りしない、ほわっとしている、そしてナルシストである[71]。
- アイドルタレントとしては珍しくSNSで攻撃的な煽り発言をすることがしばしばあるが、放送作家のエドボルは、あれは炎上を承知の上で意図的にやっていることで、「彼女の売りであり、生き残り戦術」だと指摘している[72]。
- 好きな男性のタイプは、ワガママを聞いてくれる心の広い人。理想のデートは、大きい車でドライブしての旅行である[71]。
- 競馬ファンでもあり、2015年9月12日からは東京スポーツの土曜競馬欄において「SKE48の暴れ馬 松村香織の炎上予想」の連載を開始し、予想を披露している[73]。初回連載記事によると、仕事がまだ少なかったころに、暇つぶしでインターネットで馬券を買ったのが競馬をはじめたきっかけとのことだが、連載開始の2015年時点ではネット以外で馬券を買ったことがなく、競馬場にも行ったことがないとのこと。
- 宮島ボートのボートレース番組に出演しており、2023年1月22日に行われたボートレース浜名湖の最終日12R優勝戦は、ファン有志による松村の誕生日を記念した冠レース「第33回松村香織（かおたん）生誕記念競走」として行われた[74]。

### SKE48
- キャッチフレーズは、「今日もあなたに! あなたに! 萌えをデリバリー 萌え萌えきゅーん」[59]。
- メンバーのなかでも年上のほうで「BBA(ババア)」と呼ばれることがあったが、出口陽がGoogle+で[要出典]「BBQ」と間違えて発言したことがきっかけで定着し、「BBQ（バーベキュー）松村」として知られるようになった[75][59]。
- SKE48の志望理由は「自分のことを知らない離れた地でチャレンジしたかったから」[70]。本拠地がより出身地に近いAKB48を受けなかったのはオーディションの年齢制限が理由である旨の発言をしている[7][76]。オーディションに合格するために10キロの減量を行った[77]。
- 2013年1月7日の研究生公演で48グループでの研究生期間が1163日を越え、当時大家志津香（AKB48）が持っていた研究生在籍最長期間記録（3年2カ月[78]）を更新[79]。2015年3月にチームKIIへ昇格するまでのおよそ5年半を研究生として活動した[38]。
- 同期の秦佐和子が2010年12月に正規メンバーに昇格してからは研究生最年長に、佐藤実絵子・中西優香・古川愛李が2015年3月31日に卒業してからはSKE48の最年長に、さらにAKB48の小嶋陽菜が2017年4月19日に卒業してからは自身が卒業するまでAKB48グループ全体の最年長となった[48][80]。SKE48での最終在籍日（2019年5月2日）には29歳3か月15日だった。
- 仲の良いメンバーは、木下有希子[81]。
- 尊敬する憧れの先輩は、小嶋陽菜、中西里菜（共に元AKB48）[81][82]。
- SKE48の推しメンは、後藤理沙子、松本梨奈[82]。AKB48の推しメンは、松井咲子、大島優子、佐藤すみれ[注 6]、小森美果、山内鈴蘭、永尾まりや、島崎遥香[70]。NMB48の推しメンは、渡辺美優紀、山田菜々、小笠原茉由[注 7][70]。HKT48の推しメンは、多田愛佳[70][注 8]。
- 2017年8月19日、握手会で女性ファンから「ファンの体臭に耐えられないからどうにかして欲しい」と苦情が入ったとして、公式Twitterアカウントでデオドラント商品を紹介[83]。さらに翌日、握手会会場に自腹で購入した無香料制汗スプレーを置いた。その結果、この日開催された握手会は8年間で初の無臭握手会だったという[84]。

## SKE48での参加曲

### シングル選抜曲
SKE48名義
- 「青空片想い」に収録
  - バンジー宣言 - チームB.L.T.名義
- 「ごめんね、SUMMER」に収録
  - ピノキオ軍 - シアターガールズ名義
- 「1!2!3!4! ヨロシク!」に収録
  - 青春は恥ずかしい - 紅組名義
  - そばにいさせて
- 「片想いFinally」に収録
  - 今日までのこと、これからのこと
- 「アイシテラブル!」に収録
  - あうんのキス - 白組名義
- キスだって左利き
- 「チョコの奴隷」に収録
  - 冬のかもめ - 白組名義
- 「美しい稲妻」に収録
  - 青春の水しぶき - ボートピア選抜名義
  - 夕立の前 - 研究生名義
- 「賛成カワイイ!」に収録
  - ここで一発 - だ〜す〜&つ〜ま〜名義
  - ずっとずっと先の今日 - セレクション18名義
- 「不器用太陽」に収録
  - Coming soon - ボートピア選抜名義
  - 恋よりもDream - だ〜す〜、つ〜ま〜&に〜た〜名義
- コケティッシュ渋滞中
  - 僕は知っている - DOCUMENTARY of SKE48名義
- 前のめり
  - 焦燥がこの僕をだめにする - Team KII名義
- 「チキンLINE」に収録
  - キスポジション - Team KII名義
  - 旅の途中 - 宮澤佐江と仲間たち名義
- 「金の愛、銀の愛」に収録
  - いい人いい人詐欺 - やんちゃな天使とやさしい悪魔名義
- 「意外にマンゴー」に収録
  - 円を描く - Team KII名義
- 「無意識の色」に収録
  - Because どっちつかず - コサンガー7名義
- 「いきなりパンチライン」に収録
  - 誰かの耳 - Team KII名義
  - 大人の世界 - B・ラヴィエール名義
- 「Stand by you」に収録
  - 蹴飛ばした後で口づけを - Team KII名義
  - ありがとうは言いたくない - ソロ楽曲
  - 神様は見捨てない

AKB48名義
- 「真夏のSounds good !」に収録
  - ぐぐたすの空 - ぐぐたす選抜名義
- 「ギンガムチェック」に収録
  - ドレミファ音痴 - ネクストガールズ名義
- 「恋するフォーチュンクッキー」に収録
  - 愛の意味を考えてみた - アンダーガールズ名義
- 「前しか向かねえ」に収録
  - KONJO - Talking Chimpanzees名義
- 「心のプラカード」に収録
  - 誰かが投げたボール - アンダーガールズ名義
- 「希望的リフレイン」に収録
  - 歌いたい - かとれあ組名義
- 「Green Flash」に収録
  - ヤンキーロック
- ハロウィン・ナイト
- 「シュートサイン」に収録
  - Vacancy - SKE48名義
- 「#好きなんだ」に収録
  - だらしない愛し方 - アンダーガールズ名義
- 「センチメンタルトレイン」に収録
  - サンダルじゃできない恋 - アンダーガールズ名義

### アルバム選抜曲
SKE48名義
- 『この日のチャイムを忘れない』に収録
  - その先に君がいた - 研究生名義
- 『革命の丘』に収録
  - 夏よ、急げ!
  - ゼロベース

AKB48名義
- 『ここにいたこと』に収録
  - ここにいたこと
- 『1830m』に収録
  - 青空よ 寂しくないか?

### その他の参加曲
- シングル「コップの中の木漏れ日」（「ラブ・クレッシェンド」名義）
  - 平民出馬宣言 - 「デッドストックダイヤモンド」名義

### 劇場公演ユニット曲
SKE48 研究生「PARTYが始まるよ」公演
- クラスメイト

 チームE 1st Stage「パジャマドライブ」
- 純情主義（バックダンサー）

 SKE48 研究生「会いたかった」公演
- 恋のPLAN（2012年8月まで）
- 涙の湘南
- 渚のCHERRY
- リオの革命（以上2012年12月以降）

チームKII 4th Stage「シアターの女神」
- ロッカールームボーイ（サポートメンバーとしての出演）

SKE48 研究生「制服の芽」公演
- 万華鏡

チームE 4th Stage「手をつなぎながら」
- Glory days（バックダンサー）

「SKE48 アップカミング公演〜夏〜」
- わがままな流れ星
- 寡黙な月

「SKE48 アップカミング公演〜秋〜」
- ヒグラシノコイ

「SKE48 アップカミング公演〜冬〜」
- 君のc/w
- スカート、ひらり

チームKII 5th Stage「ラムネの飲み方」
- フィンランド・ミラクル[注 9]
- Nice to meet you!

チームKII 6th Stage「0start」
- 君について（AKB48 18thシングル「Beginner」）

## 作品

### シングル
- マツムラブ!（2013年10月20日、NDRC-1、錦通レコーズ）[注 10]

## 出演

### バラエティ
- SKE48 ZERO POSITION 〜チームスパルタ!能力別アンダーバトル〜（2014年10月4日 - 、TBSチャンネル1）[注 11]
- おぎやはぎの「ブス」テレビ（2018年 - 、AbemaTV）フリー以後も定期出演[86]

### テレビドラマ
- マジすか学園4（2015年1月20日 - 3月31日、日本テレビ） - ザコボス 役[87]
- マジすか学園5（2015年8月25日、日本テレビ）[注 12] - ザコボス 役[89]
- キャバすか学園 第2話・第8話 - 最終話（2016年11月6日・12月25日 - 2017年1月15日、日本テレビ） - 松村香織 / カオリ 役
- 豆腐プロレス（2017年1月22日 - 7月2日、テレビ朝日） - 松村香織 / クイウチ松村 役[90]

### 舞台
- ミュージカル「AKB49〜恋愛禁止条例〜」
  - （2014年9月11日 - 16日、AiiA Theater Tokyo） - 男子・ヲタ・動物 役
  - （2016年4月21日 - 26日、中日劇場）[91] - 間山小百合・女子B 役

### ラジオ
- ナガオカ×スクランブル（2014年4月3日 - 2015年1月29日、CBCラジオ） - SKE48木曜レギュラーとして不定期出演。

### CM
- マルト水谷 速達生「美味しく飲むには」篇・「飲み比べれば」篇・「生まれた理由」篇（2015年11月25日 - 2017年3月）[92]
- 日本モーターボート競走会 『ボートピア名古屋』
  - 「築地口篇 春」（2016年4月23日 - 終了）[93]
  - 「築地口篇 夏」（2016年8月 - 終了）[94]

### ネット配信
- マジすか学園4 外伝 第4話（2015年4月21日、Hulu）- ザコボス 役
- マジすか学園5（2015年8月25日 - 10月27日、Hulu）[注 12] - ザコボス 役

### イベント
- 豆腐プロレス The REAL 2017 WIP CLIMAX in 後楽園ホール（2017年8月29日、後楽園ホール） - クイウチ松村 役[95]
- 豆腐プロレス The REAL 2018 WIP QUEENDOM in 愛知県体育館（2018年2月23日、愛知県体育館） - クイウチ松村 役[96]

## 書籍

### 写真集
- 無修正（2015年9月29日、白夜書房、ISBN 9784864940757）

### 雑誌連載
- 週刊プレイボーイ（2012年4月23日 - 2015年3月23日、集英社）
  - 48サバイバル「ぐぐたすは戦場だ!」コーナー「SKE48松村香織の今夜も1コメダ"ぐぐたすの輪"」（2012年4月23日 - 2013年4月20日）
  - AKB48GROUPコラムロワイヤル「生き残るのは誰だ!?」コーナー「SKE48終身名誉研究生松村香織の今夜も1コメダ"ぐぐたすの輪"season2〜クビになるまで〜」（ - 2015年3月23日）
- THE21（2014年5月10日 - 10月10日、PHP研究所） - 「SKE48松村香織の「埋もれない」力〜アイドルのサクセスストーリーに学ぶ“弱者の戦略”」を連載。

### 新聞連載
- 東京スポーツ（2015年9月12日 - 、東京スポーツ新聞社） - 「SKE48の暴れ馬 松村香織の炎上予想」毎週土曜、中央競馬確定面[97]。